# Csíkos hiéna
A csíkos hiéna (Hyaena hyaena) az emlősök (Mammalia) osztályának ragadozók (Carnivora) rendjébe, ezen belül a hiénafélék (Hyaenidae) családjába tartozó faj.
Korábban a Hyaena emlősnem egyetlen fajának tartották, de manapság ezt a nemet megosztja a dél-afrikai barna hiénával, amelyet eddig a legtöbb kutató külön nembe, a Parahyaena-ba sorolta.
A hiénafélék családjából ez az egyetlen faj, amelyik Afrikán kívül is előfordul.

## Előfordulása
A csíkos hiéna elterjedési területébe Afrikában beletartozik Észak-Afrika, a Szaharától északra eső területek, a Nílus völgye, a Száhil öv és Kenya északi része. Ázsiában a Közel-Kelet, Elő-Ázsia, az Arab-félsziget, India és Dél-Oroszország füves, bozótos területein és sziklás hegyvidékein él.

## Alfajai
- Hyaena hyaena syriaca – Közel-Kelet
- Hyaena hyaena sultana – Arab-félsziget
- Hyaena hyaena dubbah – Líbia, Egyiptom, Szudán és Kenya
- Hyaena hyaena barbara – Marokkó, Algéria és Tunézia
- Hyaena hyaena hyaena – India

## Megjelenése

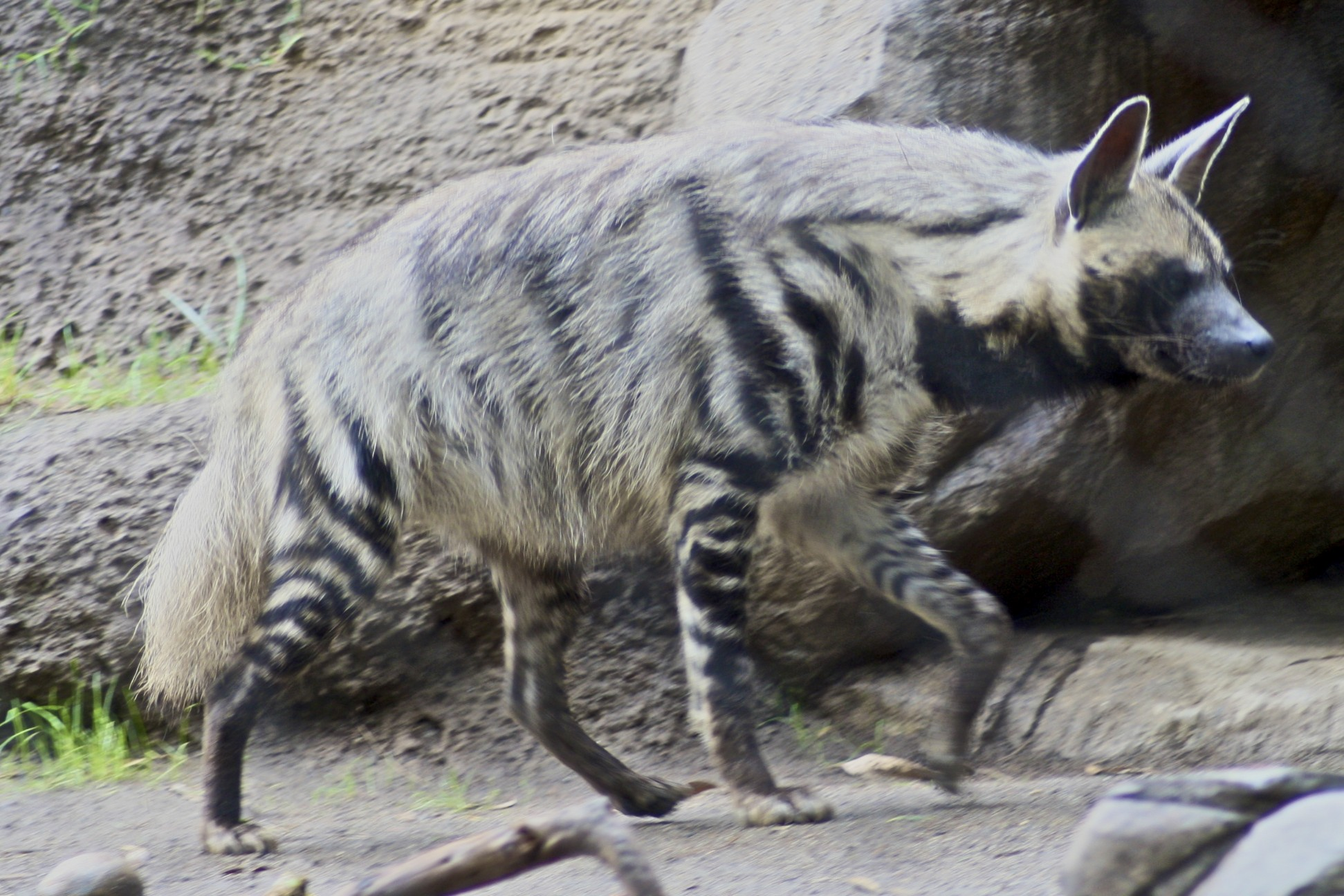
Csíkos hiéna

Az állat fej-törzs-hossza 100-115 centiméter, farokhossza 30-40 centiméter, marmagassága 66-75 centiméter, a nőstények testtömege 26-34 kilogramm, a hímeké 26-41 kilogramm. Testén sárgás-homokszínű alapon fekete csíkok vannak; ez tökéletes álcázást nyújt a szavanna magas füvében és a bozótosban. Ha összecsapásra kerül sor, nyakán, hátán és farkán gyakran felborzolja szőrzetét, hogy így félemlítse meg ellenfelét. Nyaka erős; a hiéna képes egy-egy dögöt akár nagyobb távolságra is elcipelni. Hallása, szaglása és látása kifinomult; ezek segítik magányos éjszakai táplálékkeresése során.

## Életmódja

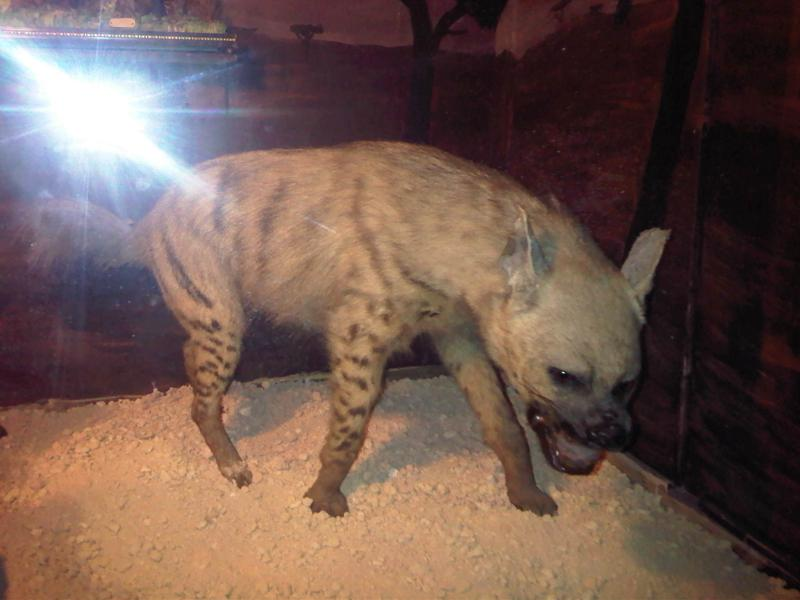
Kitömött példány

A faj életmódja alapjában véve különbözik a jobban ismert foltos hiéna (Crocuta crocuta) életmódjától. E hiénafaj magányosan vagy kis családközösségekben él. Egy kis nyüszítéstől eltekintve nem tud más hangot kiadni, így a jellegzetes hiénakacajt sem hallatja. Kifejezetten revírtartó állat. Territóriumainak mérete nagyban függ az élelemellátástól. A táplálékban szegény helyeken, mint a Szahara vagy az Arab-sivatag, sokszor óriási területen belül mindössze egyetlen csíkos hiéna él. Mivel alapvetően éjszakai állat, életmódjának sok sajátossága ma sem ismert.
Mivel egyedül képtelen nagyobb állatokat elejteni, tápláléka főként dögökből áll, de szerepelnek rajta kis emlősök, hüllők, madarak és tojások is. Az emberi települések környékén előszeretettel fog el háziállatokat, elsősorban fiatal kecskéket és birkákat, illetve baromfiakat. Fogságban 25 évig él.

## Szaporodása
Az ivarérettséget 2 éves korban éri el. A párzási időszak egész évben tart. A vemhesség 90-104 napig tart, ennek végén többnyire 2-4 kölyök jön a világra. A kölyköket több nőstény is szoptathatja.

## Egyéb
Az ókori Egyiptomban ismert állat volt. Ábrázolásai sok hieroglifán és falfestményen láthatók. Arra is vannak bizonyítékok, hogy az egyiptomiak fiatalon befogták és a vadászataik során hasznosítható segítőtársat neveltek belőle. Olykor táplálkozási célokra is tartották. Később a kutyák általános elterjedésével a csíkos hiéna háziállatként való tartása megszűnt.

## Természetvédelmi helyzete
Élőhelye nagy részén pusztítják, mivel úgy tartják, hogy károkat okozhat a lábasjószágban. Elsősorban mérgezett csalétkek kihelyezésével irtják, de helyenként vadásszák is. Marokkóban a hagyományos gyógyászatban használják fel bizonyos testrészeit (pl. az agyát), szőrméjét pedig eladják. Negatívan befolyásolja a hiénák elterjedését az is, hogy a nagyragadozók fogyóban vannak, aminek következtében a dögevőknek jutó tetemek száma is csökken. Élőhelyén több természetvédelmi területen is előfordul, azokon kívül azonban számos helyen üldözésnek van kitéve. A Természetvédelmi Világszövetség ezért mérsékelten veszélyeztetettnek tekinti a fajt.